# Motor estacionari

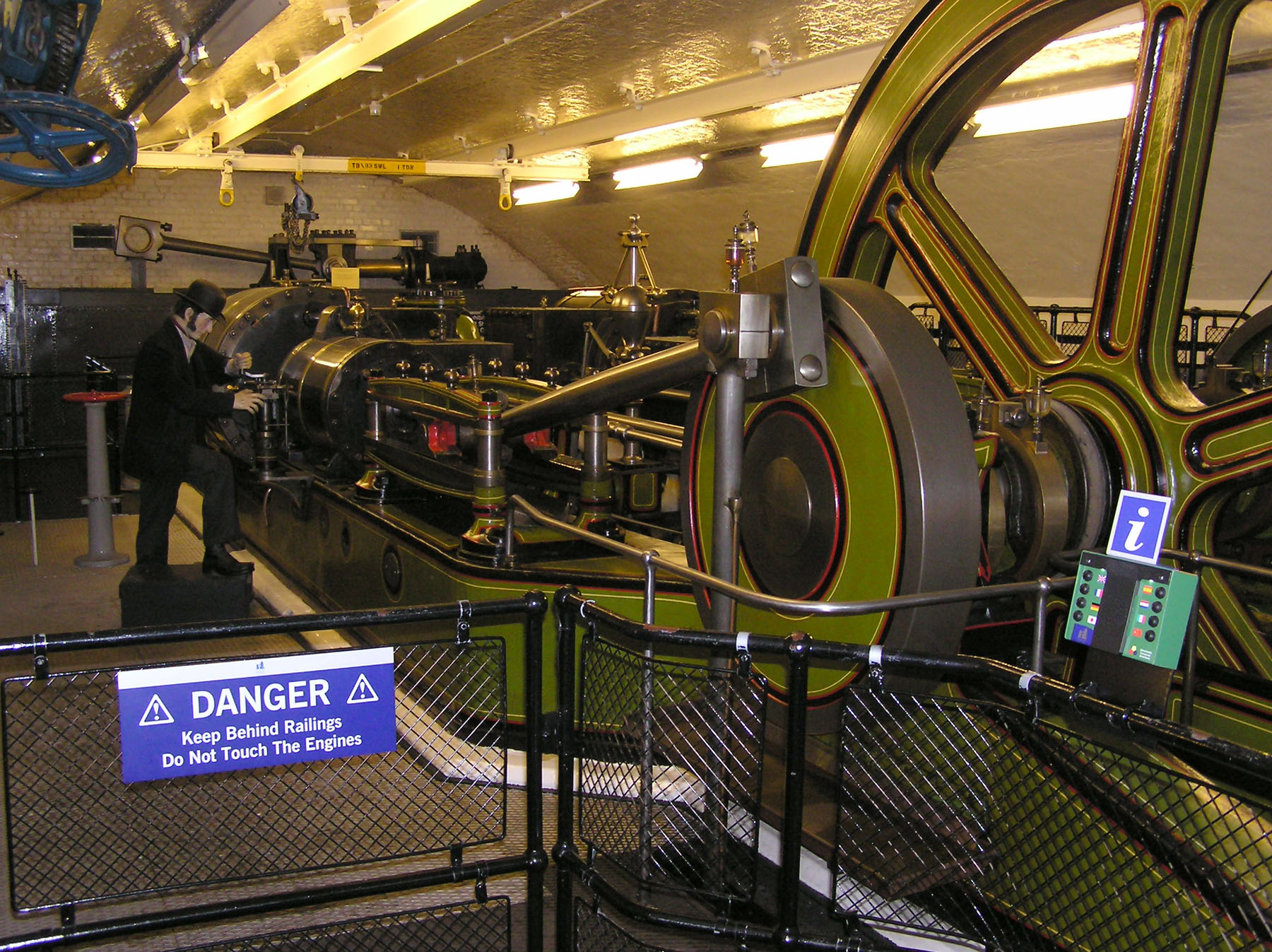
Motor estacionari horitzontals a vapor construït en 1894. Usat per bombar aigua de la Tower Bridge.

Un motor estacionari és un tipus de motor de combustió interna el conjunt del qual no es mou per si mateix, sinó que té el seu eix acoblat al moviment de les màquines, la seva característica principal és que té una rotació constant durant el seu funcionament. Normalment no s'utilitza per moure vehicles, sinó més aviat per moure màquines fixes com ara un generador, molí de cotó, estació de bombeig, bombes o eines de treball. Poden ser amb cicle dièsel, cicle Otto, motor de dos temps o màquina de vapor. També es pot utilitzar en vehicles amb finalitats independents com bombar aigua o moure bolquets. Les motocicletes dièsel fetes a casa solen estar equipades amb motors utilitzats originalment en ús estacionari.

## Descripció
Els motors estacionaris tenen diferents dimensions i s'apliquen a les activitats més diverses, incloent centrals elèctriques, motors utilitzats en plantes i fàbriques abans de l'ús generalitzat de l'energia elèctrica, motors utilitzats a les mines.
Els motors estacionaris que es fabriquen actualment tenen com a finalitat principal accionar generadors i compressors d'electricitat, o accionar màquines per extreure suc de canya de sucre.

## Motors estacionaris conservats
Al Regne Unit, hi ha alguns museus on els visitants poden veure motors estacionaris en funcionament. Molts museus tenen un o més motors, però només alguns s'especialitzen en motors estacionaris de combustió interna. Aquests inclouen l' Internal Fire - Museum of Power a Gal·les i el Anson Motor Museum a Cheshire. L'Amberley Working Museum de West Sussex també té motors, com el Kew Bridge Steam Museum de Londres.
També hi ha esdeveniments i festivals centrats en aquestes màquines, com la Greater Dorset Steam Fair, que inclou una secció d'exposició de motors estacionaris de combustió interna. Aquests motors han estat restaurats per entusiastes privats i sovint es mostren en funcionament, alimentant bombes d'aigua, generadors elèctrics, eines manuals, etc.

## Fabricants
- Yanmar
- Rinno
- Deere & Company
- Honda
- Cummins
- Richard Hornsby & Sons
- R A Lister and Company
- Petters Limited
- Lister Petter
- MWM International Motores
- FPT Industrial
- Hatz Diesel
- Kubota